# Depende (canción)
«Depende» es una canción interpretada por la banda española de rock pop Jarabe de Palo, que está incluida en su segundo álbum de estudio del mismo nombre y lanzada como primer sencillo del mismo en el año 1998 a través de la discográfica Virgin Records.

## Antecedentes
La canción fue escrita por Pau Dónes es un himno a la relatividad de la existencia y a la perspectiva personal. La letra juega con la idea de que la realidad es subjetiva y que las verdades absolutas son, en muchos casos, una cuestión de punto de vista.

## Lista de canciones

### CD - Promo[6]
| Depende — Sencillo |           |          |  |
| N.º                | Título    | Duración |  |
| 1.                 | «Depende» | 4:20     |  |

## Posiciones en listas
| Listas (2003)    | Posición |
| ---------------- | -------- |
| España (Top 100) | 86       |

## Premios y nominaciones
| Año  | Publicación | País | Lista                                 | Puesto |
| ---- | ----------- | ---- | ------------------------------------- | ------ |
| 2006 | Alborde     | EUA  | 500 canciones del Rock Iberoamericano | 172°   |